# Turnê Pirata
Turnê Pirata foi a terceira turnê do cantor brasileiro Jão, em suporte ao seu terceiro álbum de estúdio Pirata (2021). A turnê percorreu a América do Sul e Europa, começando em 12 de março de 2022 na Vivo Rio no Rio de Janeiro, RJ, Brasil, e foi finalizada em 11 de dezembro de 2022 em um show gratuito no Vale do Anhangabaú em São Paulo, SP, Brasil, totalizando 40 shows realizados. A turnê foi um sucesso comercial, recebendo um público de 250 mil pessoas e arrecadando R$ 30 milhões.

## Antecedentes
Jão lançou seu terceiro álbum de estúdio Pirata em 19 de outubro de 2021. Em 21 de outubro, dois dias depois do lançamento do álbum, Jão anunciou sua terceira turnê, a Turnê Pirata. As primeiras datas e locais da turnê foram divulgados no mesmo dia.

## Repertório
1. "Clarão"
2. "Santo"
3. "Vou Morrer Sozinho"
4. "Amor Pirata"
5. "Me Beija com Raiva"
6. "Acontece"
7. "Enquanto Me Beija"
8. "Ainda Te Amo"
9. "Não Te Amo"
10. "Doce"
11. "A Rua"
12. "Tempos de Glória" / "O Tempo Não Para"
13. "A Última Noite"
14. "Você Me Perdeu"
15. "Essa Eu Fiz pro Nosso Amor"
16. "Você Vai Me Destruir"
17. "VSF" / "Imaturo"
18. "Coringa"
19. "Meninos e Meninas"
20. "Olhos Vermelhos"
21. "Idiota"

Notas
- "Doce", "Enquanto Me Beija" e "Você Vai Me Destruir" são performadas apenas em datas selecionadas.
- No show de 27 de maio, em São Paulo, Jão cantou "Explodir" com Anavitória.
- Nos shows de 14 e 22 de agosto, em São Paulo e Araraquara, respectivamente, Jão cantou "Boate Azul" em homenagem a seu pai.
- No show de 20 de agosto, em São Paulo, Jão cantou "Love Story".
- No show de 11 de novembro, em São Paulo, Jão cantou "Dança Pra Mim".

## Datas
| Data                   | Cidade              | País     | Local                                  |
| ---------------------- | ------------------- | -------- | -------------------------------------- |
| 12 de março de 2022    | Rio de Janeiro      | Brasil   | Vivo Rio                               |
| 13 de março de 2022    | Rio de Janeiro      | Brasil   | Vivo Rio                               |
| 18 de março de 2022    | São Paulo           | Brasil   | Espaço das Américas                    |
| 31 de março de 2022    | Recife              | Brasil   | Teatro Guararapes                      |
| 1 de abril de 2022     | Recife              | Brasil   | Teatro Guararapes                      |
| 2 de abril de 2022     | Fortaleza           | Brasil   | Arena Barong                           |
| 3 de abril de 2022     | Natal               | Brasil   | Teatro Riachuelo                       |
| 9 de abril de 2022     | São Paulo           | Brasil   | Centro de Eventos do Ribeirão Shopping |
| 10 de abril de 2022    | São Paulo           | Brasil   | Centro de Eventos do Ribeirão Shopping |
| 14 de abril de 2022    | São Paulo           | Brasil   | Espaço das Américas                    |
| 6 de maio de 2022      | Goiânia             | Brasil   | Centro de Convenções da PUC Goiás      |
| 7 de maio de 2022      | Brasília            | Brasil   | Centro de Convenções Ulysses Guimarães |
| 13 de maio de 2022     | Porto Alegre        | Brasil   | Auditório Araújo Vianna                |
| 14 de maio de 2022     | Curitiba            | Brasil   | Teatro Positivo                        |
| 15 de maio de 2022     | Curitiba            | Brasil   | Teatro Positivo                        |
| 20 de maio de 2022     | Salvador            | Brasil   | Concha Acústica                        |
| 27 de maio de 2022     | São Paulo           | Brasil   | Espaço das Américas                    |
| 3 de junho de 2022     | Belo Horizonte      | Brasil   | Expominas                              |
| 15 de julho de 2022    | Brasília            | Brasil   | Centro de Convenções Ulysses Guimarães |
| 16 de julho de 2022    | Uberlândia          | Brasil   | Acrópole Centro de Eventos             |
| 3 de agosto de 2022    | Lisboa              | Portugal | Capitólio                              |
| 4 de agosto de 2022    | Lisboa              | Portugal | Capitólio                              |
| 6 de agosto de 2022    | Porto               | Portugal | Hard Club                              |
| 10 de agosto de 2022   | Curitiba            | Brasil   | Teatro Positivo                        |
| 11 de agosto de 2022   | Curitiba            | Brasil   | Teatro Positivo                        |
| 12 de agosto de 2022   | Porto Alegre        | Brasil   | Auditório Araújo Vianna                |
| 14 de agosto de 2022   | São Paulo           | Brasil   | Espaço das Américas                    |
| 19 de agosto de 2022   | Vitória             | Brasil   | Espaço Patrick Ribeiro                 |
| 20 de agosto de 2022   | São Paulo           | Brasil   | Espaço das Américas                    |
| 1 de setembro de 2022  | Londrina            | Brasil   | Iate Clube                             |
| 2 de setembro de 2022  | Belém               | Brasil   | Espaço Náutico Marine Club             |
| 18 de setembro de 2022 | João Pessoa         | Brasil   | Teatro Pedra do Reino                  |
| 30 de setembro de 2022 | Maringá             | Brasil   | Paraná Expo                            |
| 14 de outubro de 2022  | São José dos Campos | Brasil   | Farma Conde Arena                      |
| 22 de outubro de 2022  | Rio de Janeiro      | Brasil   | Qualistage                             |
| 23 de outubro de 2022  | Juiz de Fora        | Brasil   | Terrazzo                               |
| 29 de outubro de 2022  | Campinas            | Brasil   | Royal Palm Hall                        |
| 4 de novembro de 2022  | Rio de Janeiro      | Brasil   | Qualistage                             |
| 11 de novembro de 2022 | São Paulo           | Brasil   | Espaço das Américas                    |
| 11 de dezembro de 2022 | São Paulo           | Brasil   | Vale do Anhangabaú                     |

## Prêmios e indicações
| Ano  | Premiação                             | Categoria   | Resultado | Ref.        |
| ---- | ------------------------------------- | ----------- | --------- | ----------- |
| 2022 | Prêmio Multishow de Música Brasileira | Show do Ano | Indicado  | [ 6 ] [ 7 ] |